# Платформа «Гідність і правда»
Політична Партія «Платформа Гідність і правда» (рум. Partidul Politic 'Platforma Demnitate și Adevăr') — політична партія в Республікі Молдова. Сформовано на основі партії «Народна сила» та частини активістів Громадянської платформи «Гідність і правда». До 13 грудня 2015 року партія носила назву Партія «Народна сила».

## Історія

### Установчий з'їзд партії «Народна сила»
21 квітня 2013 ріка в Кишиніві відбувся установчий з'їзд Партії «Народна сила». На з'їзді були присутні 300 делегатів із усіх районів країни, які затвердили політичну програму, статут та обрали керівництво партії.
Як голова ПНР був обраний колишній посол Республіка Молдова Республіки Молдова до Сполучених штатів Америки, Микола Степанович Киртоаке, віце-головою був обраний юрист, колишній парламентський адвокат Костянтин Лазер, університетський професор Костянтин Чорбе, юрист, спеціаліст у галузі сільського господарства Олександр Слусар, колишній прокурор, адвокат Павло Мідріган та голова Асоціації військових у відставці РМ Едуард Рошка.
За словами творців, Партія «Народна сила» позиціонує себе в центрі політичної сцени, а доктрина соціального лібералізму представляє доктринальний фундамент політичної ідентичності формування.
На парламентських виборах 2014 року партія набрала 0,73% і не змогла подолати поріг у 6%.

### Установа партії «Гідність і правда» та протести, організовані проти влади
24 лютого 2015 ріка, на тлі фінансово-банківського скандалу в країні, відомий як «Крадіжка століття», багато лідерів думок, журналісти та колишні державні службовці повідомили на прес-конференції про запуск Громадянської платформи гідність і правда. Членами-засновниками платформи були: Оазу Нантой, Ігор Боцан, Валентин Долганюк, Станіслав , Михайло Маноле, Олеся Стамате, Маріана Калугін, Корнелія Козонак, Анжела Араме, Олександр Козер, Василь Згардан, Василь Нестасі, Діну Плингеу, Андрій Нестасі і Микола Місаїл. Платформа ДП запропонувала реалізувати такі основні цілі: боротьба з корупцією, усунути «злодіїв» від влади та зберегти європейський вектор Республіки Молдова.
Починаючи з весни 2015 року, Платформа ДП організувала великомасштабні мирні акції протесту, а 6 вересня 2015 ріка на Площі Великих Національних Зборів ініціювала безперервні акції протесту. Також було сформовано Раду Великих Національних Зборів - структуру, яка запропонувала представляти протестувальників у діалозі з владою. Також на акції протесту 6 вересня 2015 року члени платформи сформулювали нові вимоги, серед яких: відставка президента Миколи Тимофті; всенародне обрання президента Республіки Молдова; призначення на посаду голів правових інститутів непідкупних осіб, запропонованих громадянським суспільством, викликати дострокові парламентські вибори пізніше на початку березня 2016 року, сформування уряду національного порятунку.
У грудні 2015 року частина групи лідерів платформи заклала фундамент формування Політичної Партії «Платформа Гідність і Правда» (ПДП) через перейменування нині існуючого формування - Партія «Народна сила».

### Позачерговий з'їзд ПНР від 13 грудня 2015 року
В рамках з'їзду, були внесені зміни до статуту та до програми партії та була змінена назва Партії «Народна сила» до Політичної партії «Платформа Гідність і Правда», а як голова одноголосно був обраний адвокат [[Нестасе, Андрій Андрійович|Андрій Нестасе] ]. Як віце-голови партії були обрані: Олександр Слусар, Станіслав Павловський та Інга Григоріу, а Тихон Зараф був обраний як Генеральний секретар партії. Також делегати на з'їзді обрали склад Політичної Національної Ради, Центральної Комісії Цензорів та Почесної Комісії та Арбітражу.
Наприкінці з'їзду було прийнято декларацію, в якій вказується про політичну ситуацію в країні та необхідність створити альтернативну бойову силу проти олігархату. За словами організаторів, на з'їзді взяли участь 360 делегатів із 409, загальної кількості делегатів територіальних організацій Партії «Народна сила».

### 2-й Позачерговий з'їзд ПДП від 5 лютого 2017 року
Делегати з'їзду ухвалили новий статут формування, розробили та ухвалили програму ПППДП, обрали новий склад Політичної Національної Ради та Постійного Політичного Бюро.
Також політичне формування прийняв Резолюцію з'їзду, в якій були встановлені кілька цілей до наступного періоду, серед яких сталий розвиток та зміцнення Політичної Партії «Платформа Гідність і Правда», вступ до Європейської народної партії, створення антиолігархічного полюса, продовження міцного діалогу з громадянами Республіки Молдова та захист їх інтересів пріоритетним шляхом, у тому числі через відновлення масштабних протестів.

## Керівництво партії
- Діну Плингеу — голова
- Лівіу Вовк - генеральний секретар
- Кирило Моцпан — віце-голова
- Яна Станцієру - віце-голова
- Лілія Тенасе - віце-голова